# Dura-Európosz

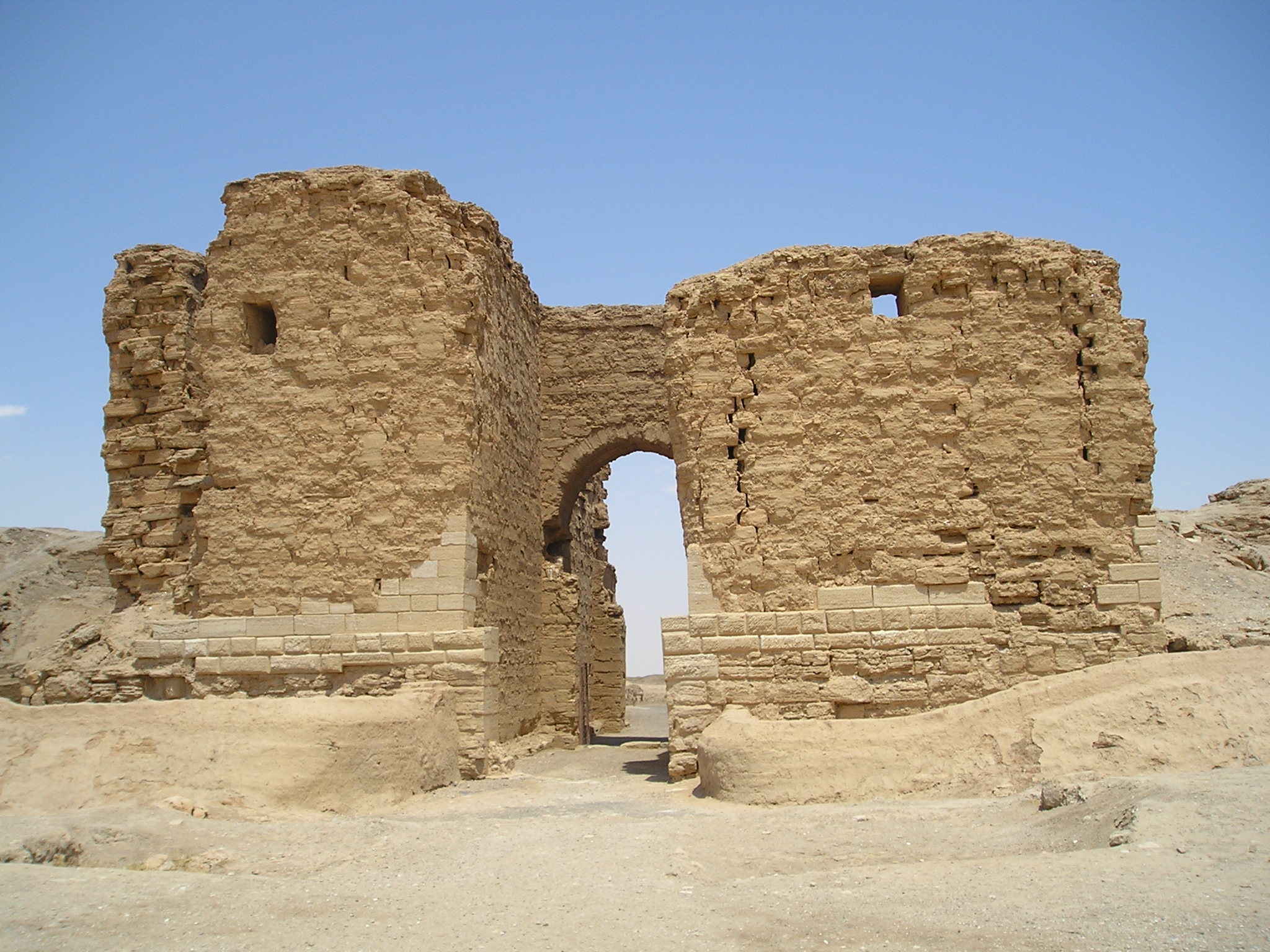
Dura-Európosz, Palmyra kapu

Dura-Európosz a szíriai sivatagban, az Eufrátesz mellett, Szálhije közelében az Eufrátesz jobb partja fölött emelkedő 90 méter magas meredek lejtőn található ókori romváros, mely régészeti szempontból rendkívül fontosnak tekinthető, mivel azt már 257-360 körül elhagyták, és érintetlenül feküdt a sivatag homokja alatt egészen 1921 márciusáig, véletlennek köszönhető felfedezéséig.

## Fekvése
Deir ez-Zórtól 92 km, Az Eufrátesz folyó jobb partján, Szálhije város közelében.

## Története
A homok takarta romvárost 1921 márciusában fedezte fel egy angol tiszt, aki csapattestével az Eufrátesznél állomásozott Szálhije magasságában, s jelentette, hogy nagyszerű állapotban levő falfestményeket fedezett fel.
1922-1936 között az itt folytatott francia ásatásokkor gyönyörű freskókat, görög, latin és palmyrai feliratokat találtak itt.

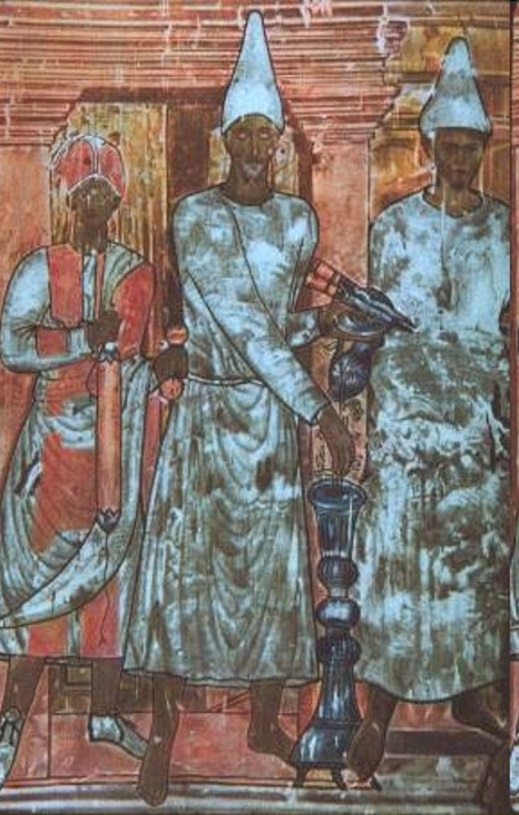
Freskó Dura Europoszból

Az i. e. 4. század vége körül szeleukida uralkodók alapították, I. Szeleukosz Nikátor épített itt erődítményt és Europosz-nak nevezte el a Szeleukidák makedóniai származási helyéről és e név elé került a semita dur (a) szó, mely erődítményt jelent.
Keletkezését és felvirágzását is kedvező elhelyezkedésének köszönhette, mivel a meredeken emelkedő terület szélén uralta az Eufrátesz völgyét, könnyen ellenőrizve a folyón át vezető kereskedelmi utat, egyben részt vett a Perzsa-öböl és a Földközi-tenger közötti áruforgalom lebonyolításában. A város helyzetét tekintve a már i. e. 18. században elnéptelenedett Mari (városállam) utódja lett, amely korábban 25 km-rel délebbre állott, hasonló elhelyezkedésben.
A területet három oldalról; keletről, északról és délről szakadékos meredély zárja le, a folyónál pedig egy sziklás magaslat kínálkozott a citadella építésére, s egyedül csak nyugatról, a sivatag felől kellett megerősíteni.

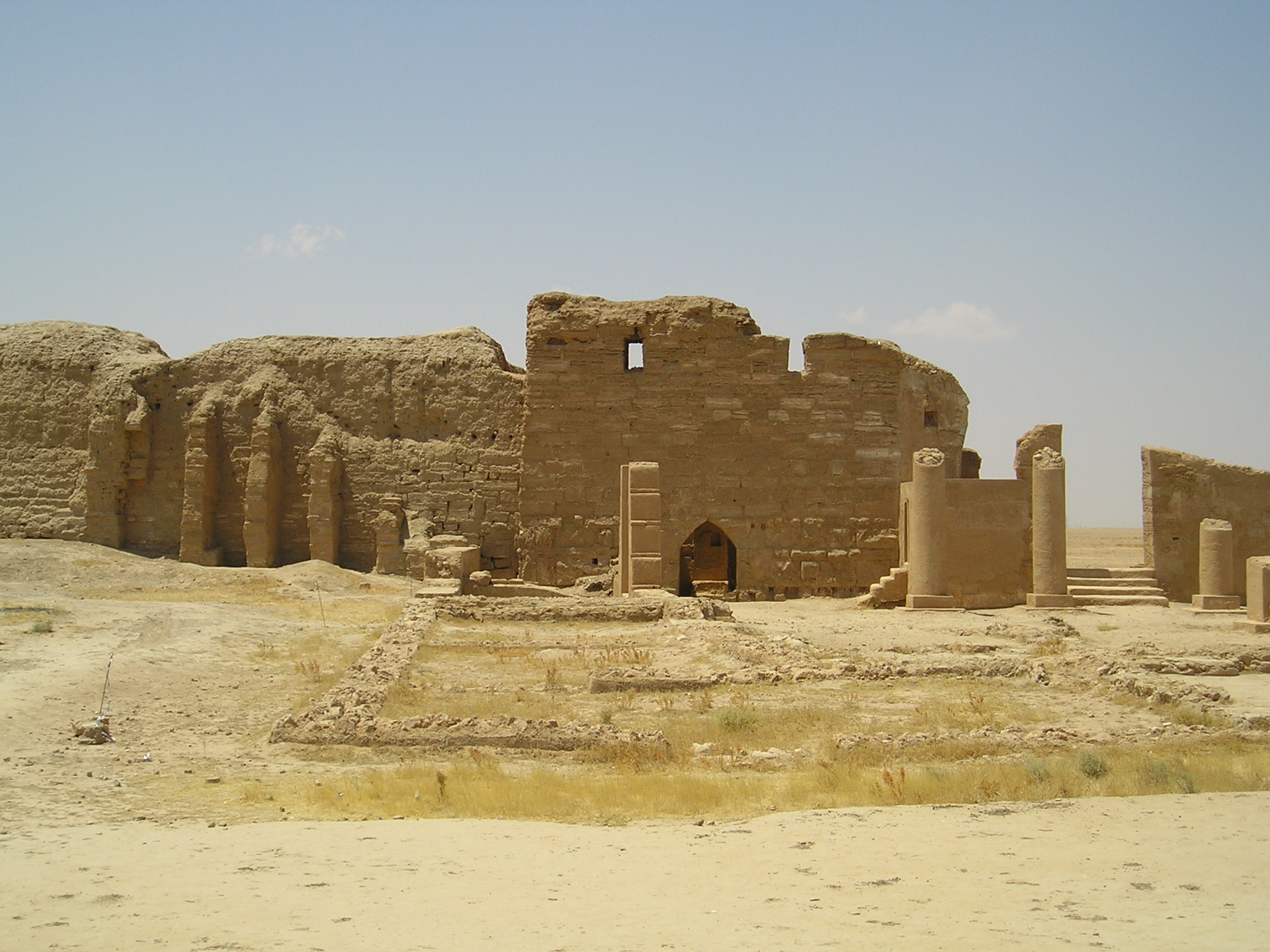
Baál templom romjai

Az i. e. 3. században a parthusok foglalták el, fennhatóságukat akkor is megtartva, mikor i. e. 64-ben Pompeius elfoglalta Szíriát.
A rómaiaknak csak 165-ben sikerült elfoglalniuk, majd tovább erősítették.
Septimius Severus császár 199-ben innen, Dura-Európoszból indult Ktésziphónnak, a párthusok fővárosának ostromára.
256-ban az iráni Szasszanidák foglalták el, majd a palmyrai királyság legjelentősebb városa lett, és mint Kelet legjobb erődítménye, citadellája védelmezte Palmyra kereskedelmi útvonalait.
Később a Szasszanidák rombolták le végleg. A 360 körüli időkre a város már teljesen elnéptelenedett, és lassan elborította a sivatag homokja, és mivel a történelmi fejlődés új helyszíneitől távol feküdt, feledésbe merült.

## Régészeti feltárások

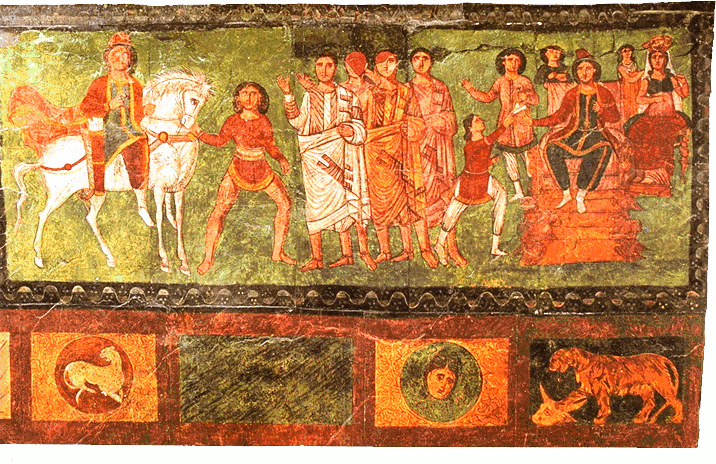
A zsinagóga freskórészlete Eszter könyvéből

A romterület Szálhije városától kissé nyugatra húzódó betonútról közelíthető meg, ahonnan elsőként a hosszú tornyokkal biztosított nyugati fal pillantható meg, mely a várost védelmezte egykor a pusztai fennsíkról várható támadásoktól. Közepén emelkedik a sivatagi oldal felőli egyetlen régi bejárat, melyet Palmyra-kapu-nak neveztek el. Itt kezdődik Dura-Európosz 14,3 méterre kiszélesedő főútja, mely fedett bazárokon keresztül az eufráteszi oldalig vezetett egykor.
A palmyrai istenek templomát a város északnyugati sarkában tárták fel. Ezt az istenhármast, közülük különösen Baál istent itt, az Eufrátesznél is tisztelték. Ez az a szentély, melynek falfestményeit 1921-ben az angol tiszt felfedezte, és ezzel felhívta a figyelmet Dura-Európoszra.
A feltárások során világossá vált, hogy Dura-Európoszt tervszerűen építették. Utcái derékszögben választották ketté a téglalap alakú házak tömbjeit és a kultikus helyeket.
A feltárások azt mutatták, hogy az ókori városban a keresztény és a zsidó vallás mellett Dura-Európoszban tisztelték a görög, a római, a palmyrai, a mezopotámiai és az iráni isteneket is.
A Dura-Európoszban feltárt építmények: íjászok tornya, agora, bazár Artemisz, Atargatisz, Mithrász, Baál és más szentélyeken kívül a Zsinagóga és egy kora keresztény templom érdemes még említésre, melyek a nyugati fal mellett feküdtek, és mindkét szentély a 3. századi fal megerősítésének esett áldozatul, a Szasszanidák elleni védekezéskor. A falakat megerősítő rómaiak az itteni utcát és a mögötte álló házakat feltöltötték, e feltöltésnek köszönhetően maradtak meg végül a falfestmények viszonylag jó állapotban.
Zsinagóga
Az ősi zsinagógát 165-ben emelték, építése idején egy lakást alakítottak át imahellyé, zsinagógának megfelelő formában. Egyszerű geometriai és virágformákból álló díszítése volt. Az igények növekedésével ezt az épületet megszüntették, lerombolták, és 244-245-ben újat építettek.
A régi templom helyére az új zsinagóga imatermét és udvarát építették fel, egy szomszédos lakást hozzákapcsolva és átalakítva, melynek helyiségeit papok használták, és az udvart három oldalról szegélyezték fedett oszlopsorral, míg a negyedik oldalt a hozzákapcsolt ház fala zárta le.
Az egykori templom időmeghatározását egy 15-soros arameus nyelvű emlékfelirat adta meg:
„ez a templom az 556. évben, a Szelekuidák korszakában épült, amely megfelel Philippus császár uralkodása második évének”
Mithrász templom
Az 1934-ben feltárt Mithrász templom a védelmi töltésen elhelyezett tornyok között állt. A Mitrász-kultusz nyomaiból csak kevés maradt meg: mesterséges barlang és a szentély. Az itt talált képek, jelenetek párthus viseletbe öltözött alakokat ábrázolnak: